# Marktfriedhof St. Benedikti

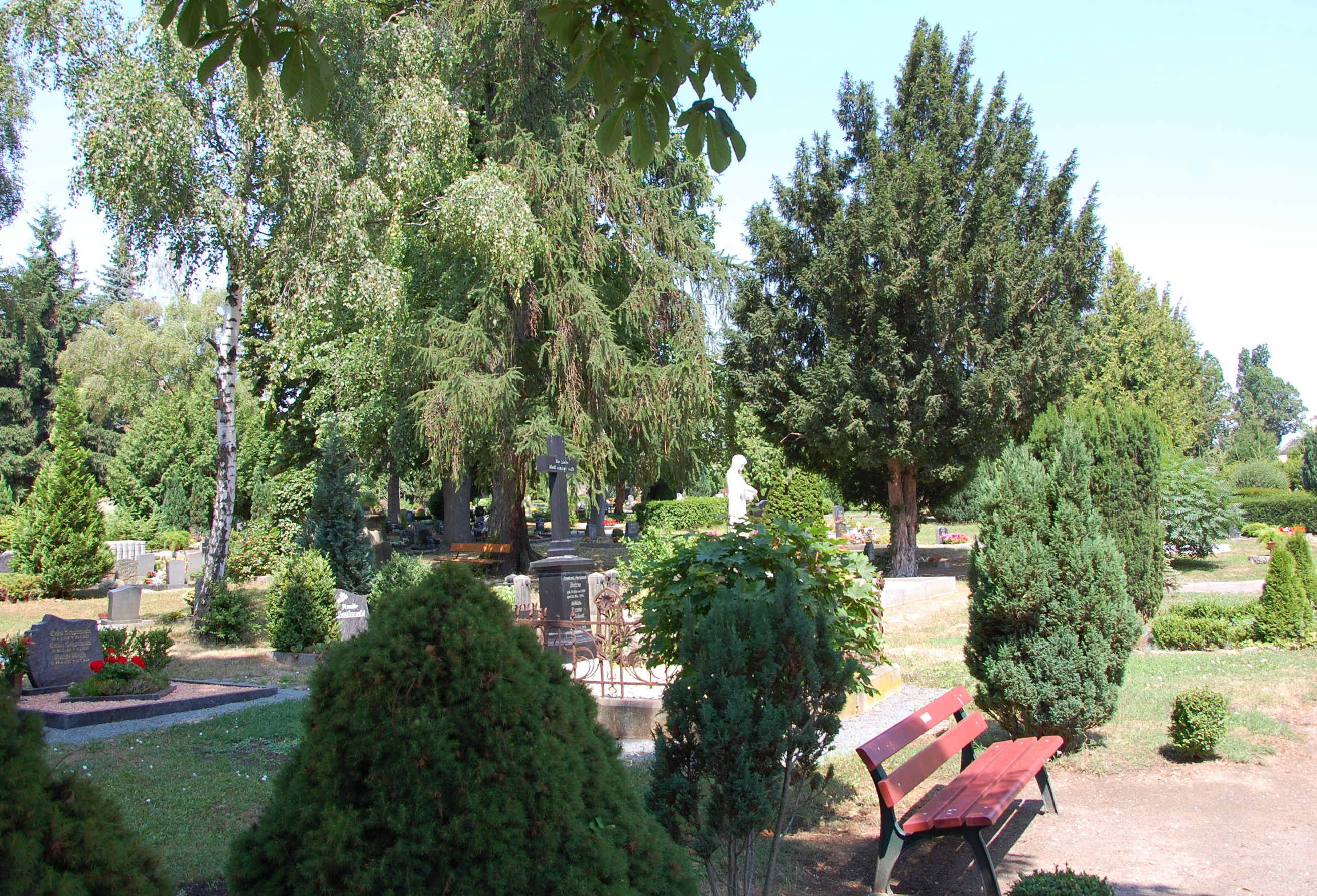
Blick über den Friedhof

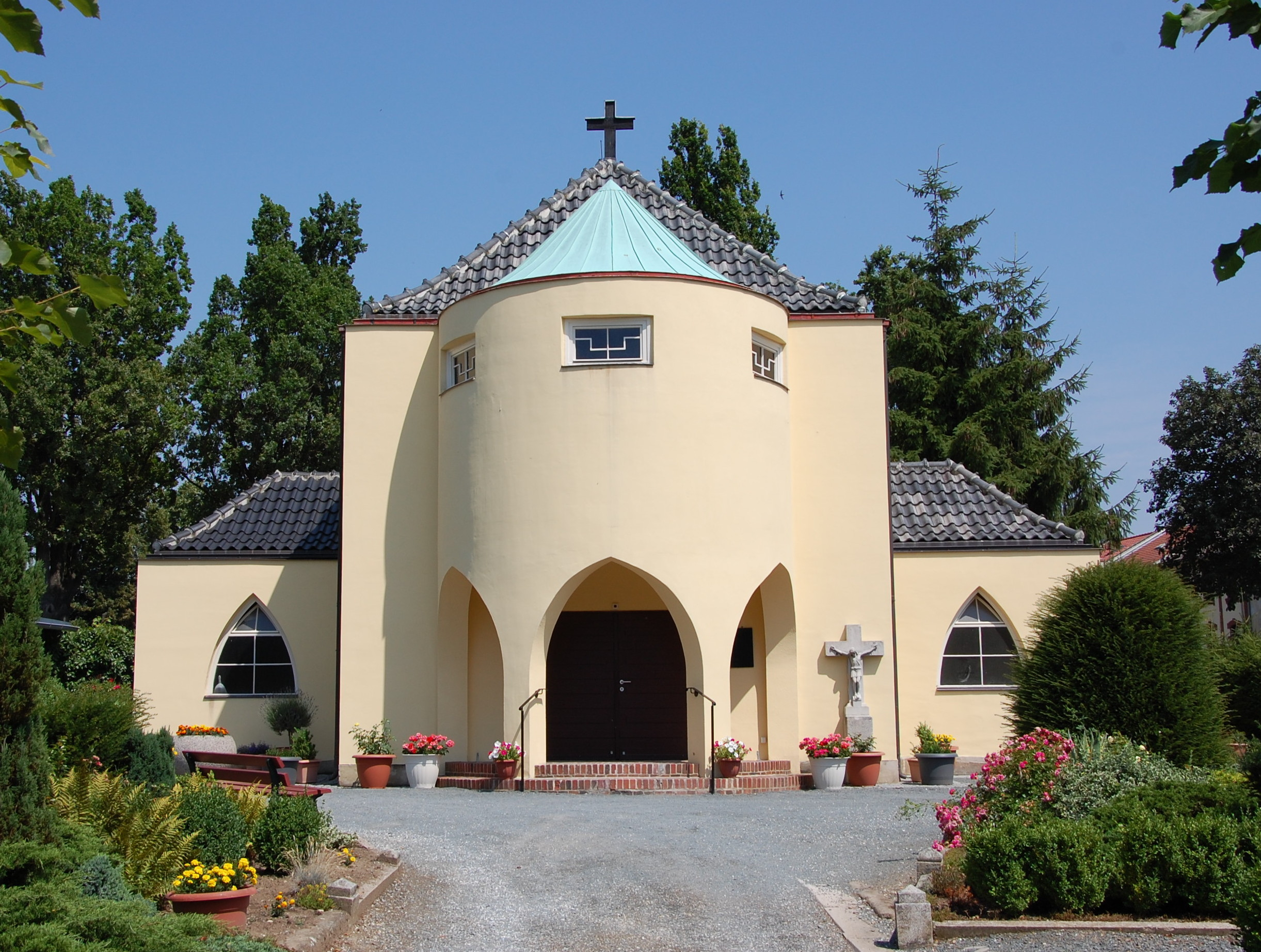
Friedhofskapelle

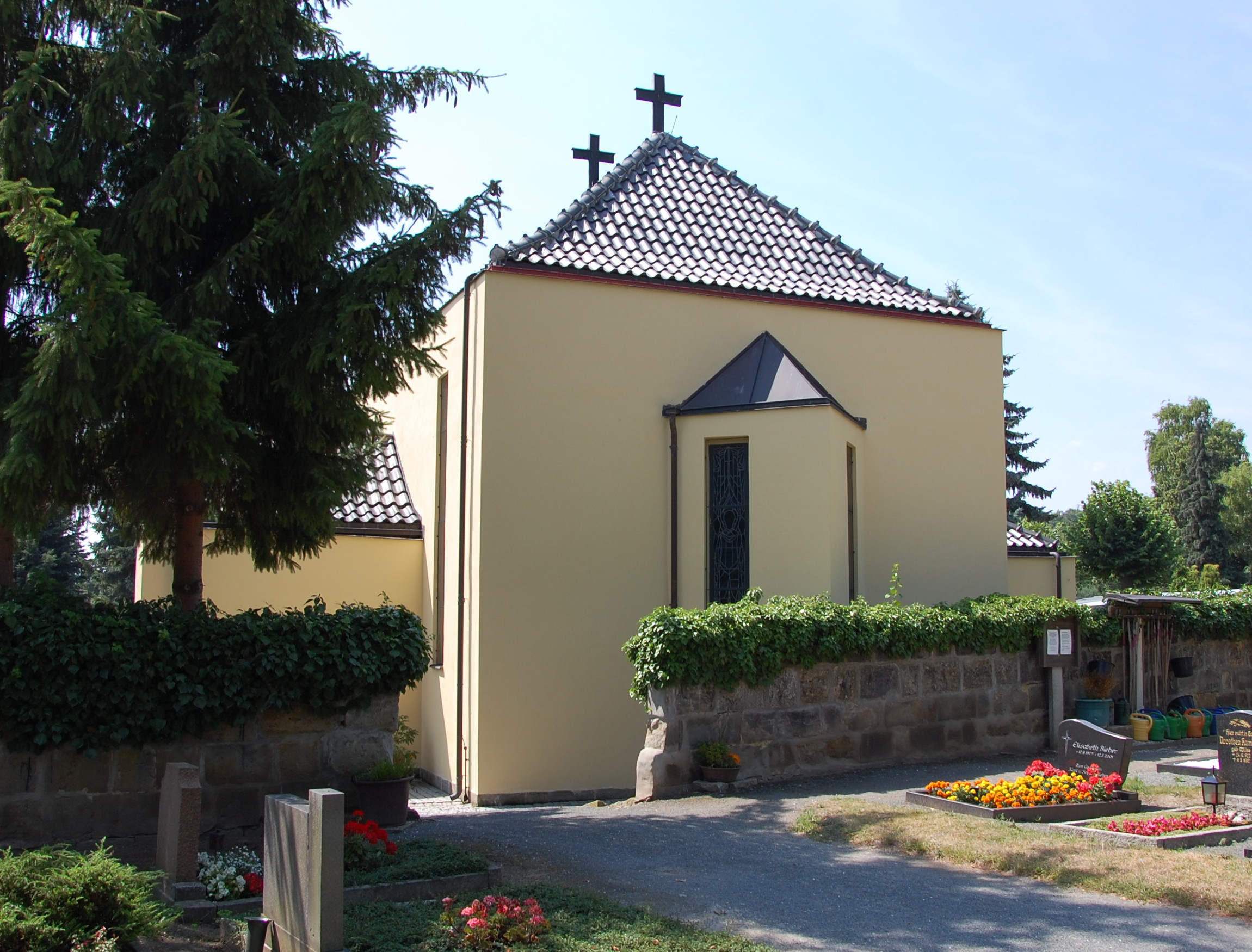
Rückseite der Friedhofskapelle vom katholischen Friedhof aus gesehen

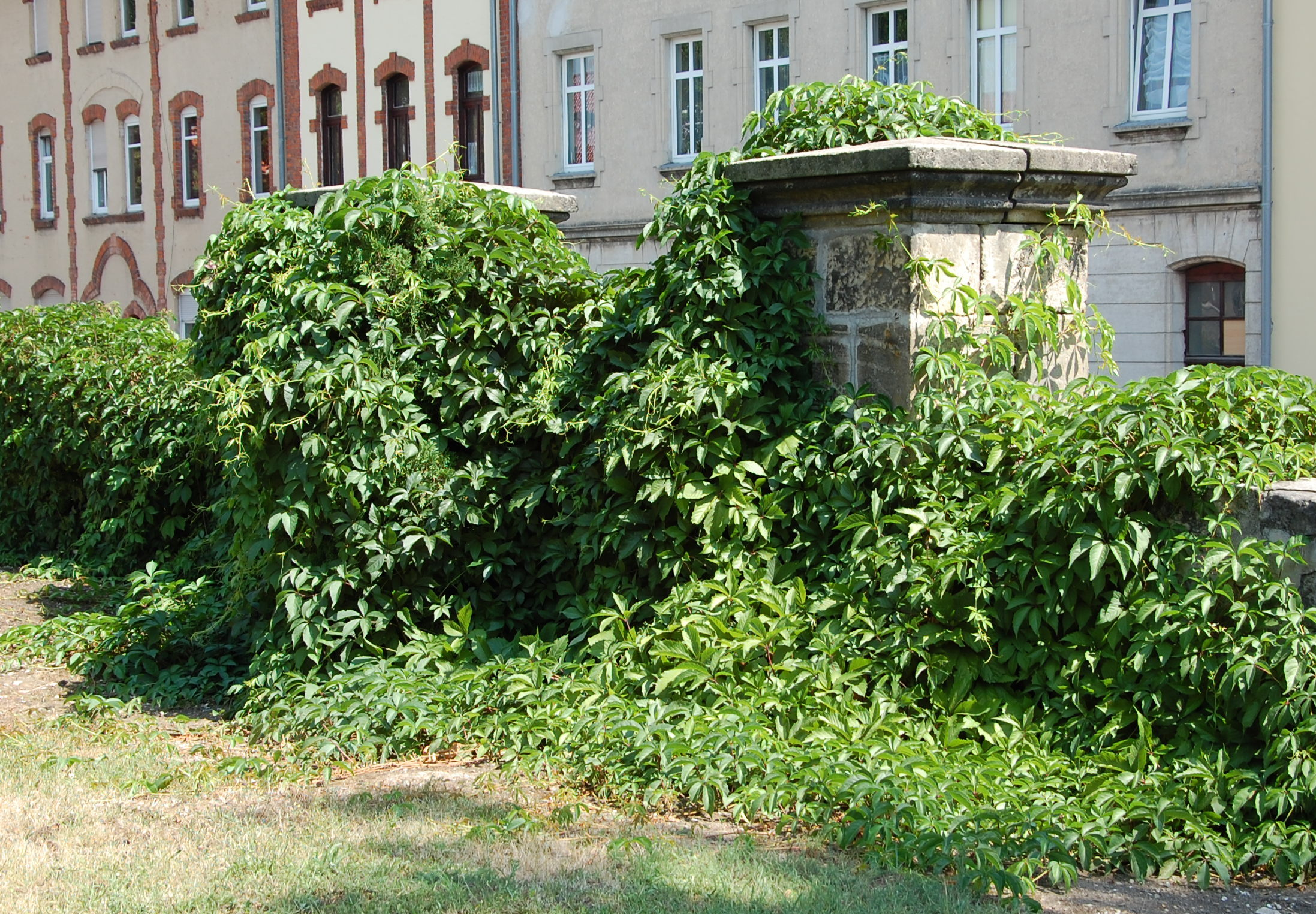
Ehemaliger Eingang an der Weststraße

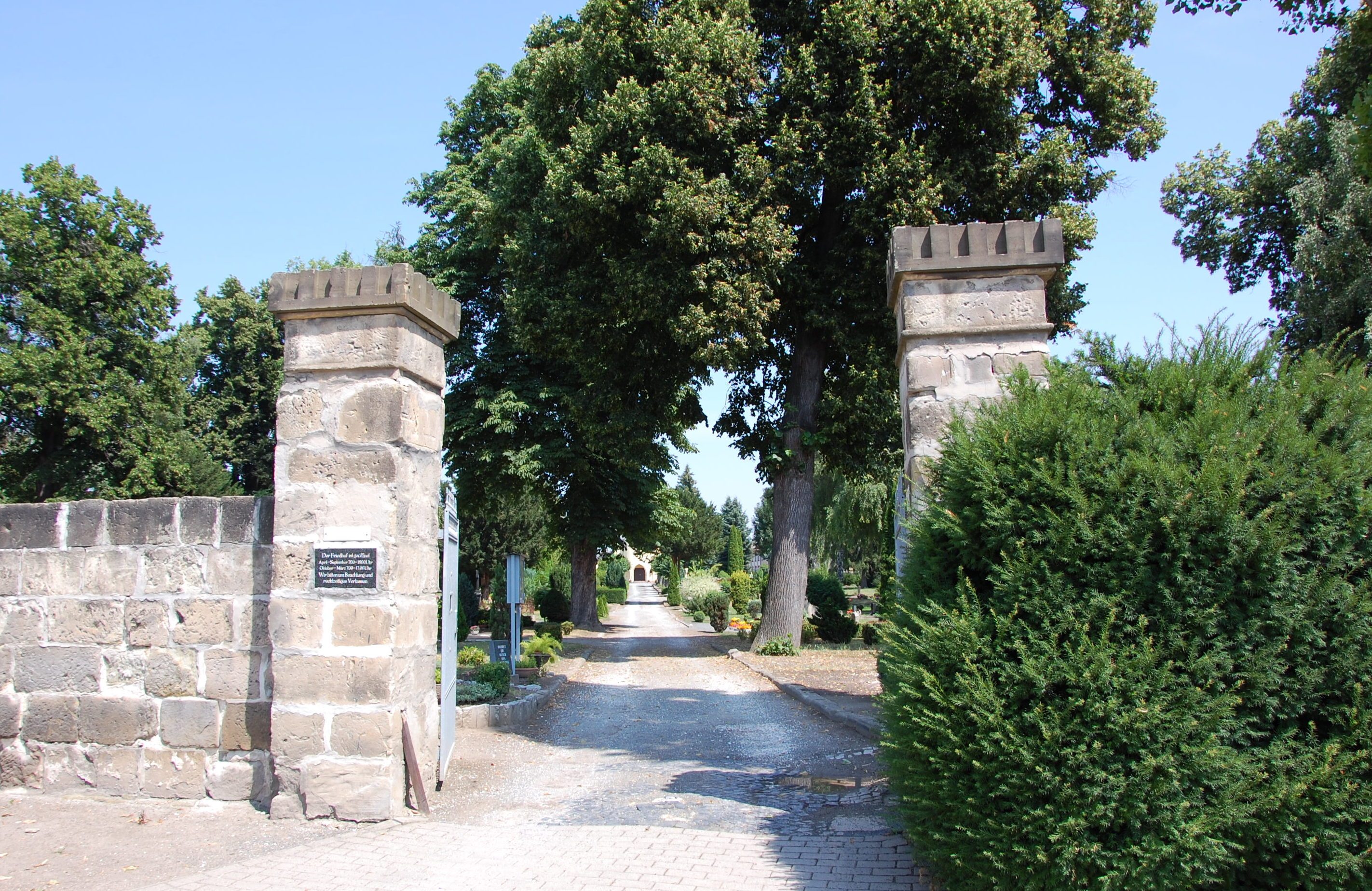
Eingang Westerhäuser Straße

Der Marktfriedhof St. Benedikti ist ein Friedhof in der Stadt Quedlinburg in Sachsen-Anhalt.

## Lage
Das Friedhofsgelände befindet sich westlich der historischen Quedlinburger Altstadt nördlich der Westerhäuser Straße. Der Friedhof ist im Quedlinburger Denkmalverzeichnis eingetragen. Direkt nördlich angrenzend und verbunden ist der Friedhof der katholischen Gemeinde St. Mathilde.

## Architektur und Geschichte
1843, nach anderen Angaben 1844 erwarben die Kirchengemeinden St. Benedikt und St. Blasii ein vor dem Topftor auf der Pfahlbreite liegendes Ackergrundstück, um dort, als Ersatz für die überbelegten Friedhöfe am Marktkirchhof und am Marschlinger Hof an der Stadtmauer, einen neuen Friedhof anzulegen. Das quadratische Grundstück umfasste vier Magdeburger Morgen und fünf Quadratruten.
Der neue Begräbnisplatz wird von einer Mauer aus Quadersteinen umgrenzt. Ursprünglich befand sich der Eingang zum Friedhof an der östlich des Geländes befindlichen Weststraße. Teile des ehemaligen Eingangs stammten vermutlich von barocken Gräbern des alten, innerstädtischen Friedhofs. Auf dem Friedhof befindet sich ein barockes mit Akanthuslaub verziertes Portal, das ursprünglich zum Totenkopfhospital gehörte.
Der heutige Eingang befindet sich im Süden, an der Westerhäuser Straße, und ist im Stil des Klassizismus gestaltet. Auf dem Friedhof sind diverse bekannte Persönlichkeiten Quedlinburgs beigesetzt. Es finden sich auch viele aufwändig gestaltete Grabdenkmale.
Im Nordteil des Friedhofs befindet sich der Rest einer Allee von Pyramideneichen, eine Querallee führt zu einer Christus-Stele. An der nördlichen Mauer steht eine Reihe Linden. Die Gräber selbst sind durch regelmäßig angelegte Hecken aus Thuja, Taxus und Scheinzypressen gestaltet. Die Gestaltung geht auf die Zeit um 1880 zurück.
Am nördlichen Ende des Friedhofs befindet sich die in der Zeit um 1915 gebaute Friedhofskapelle. Sie vereint Elemente des Jugendstils und des Expressionismus. Der Eingang der Kapelle wird von einer geschwungenen Eingangshalle gebildet. Darüber hinaus bestehen Apsiden. Die Gestaltung des Innenraums der Kapelle wird von Bleiglasfenstern dominiert.